# Donald Faison
Donald Adeosun Faison, född 22 juni 1974 i New York, är en amerikansk skådespelare, komiker och röstskådespelare.
Han är mest känd för rollerna Tracy i Felicity och Chris Turk i Scrubs.
Faison gifte sig med Lisa Askey 27 februari 2001 och de separerade i februari 2005. De har tre barn ihop, tvillingarna Kaya och Dade (födda 1999) och Kobe (född 2001). 2012 gifte han om sig med CaCee Cobb, deras son Rocco föddes året därpå. Han har även ett femte barn, Sean (född 1996), från ett tidigare förhållande med Audrey Ince.

## Filmografi (urval)
- 1995 – Clueless
- 1995 – Hålla andan
- 1996 – Sabrina tonårshäxan
- 2000 – Remember the Titans
- 2000–2002 – Felicity (TV-serie)
- 2001–2010 – Scrubs (TV-serie)
- 2002 – Big Fat Liar
- 2005–2011 – Robot Chicken (TV-serie) (röst)
- 2006 – Something New
- 2009 – Next Day Air
- 2010 – Skyline
- 2011–2014 – The Exes (TV-serie)
- 2012 – TRON: Uprising (TV-serie)
- 2013 – Kick-Ass 2
- 2014 – Wish I Was Here